# Mindless Self Indulgence
Mindless Self Indulgence (Майндлес Селф Индължънс) е американска група, формирана през 1995 и описваща музиката си като industrial jungle pussy punk. Музиката им е смесица от рок и електроника със силни пънк и хип-хоп влияния, често наричана acid punk.

## Стил
Музиката им често съдържа семпли от рок и хип-хоп музиката от началото на 80-те, както и електронни звуци, подобни на тези, произвеждани от тогавашните електронни игри, а именно Atari. Освен по музикалния съпровод, Mindless Self Indulgence се различават от традиционния пънк по това, че в много от текстовете им се говори за хомосексуализма и свързаните с него теми – дори една от най-популярните им песни се нарича Faggot („Педераст“).
Външният вид и сценичното поведение на групата, и особено на вокалиста им, са скандални – Jimmy Urine често носи мрежести чорапогащи и блузи, къси или панталони с изрязана вътрешност (подобно на пола). Бил е арестуван след опити да измъкне пениса си от панталоните и да запали окосмяването му, според слуховете – веднъж е успявал. Други прояви на сценичното му поведение са да пие собствената си урина, да се целува с представители и на двата пола по време на концерт, а след концерта да минава през публиката с касетофон, свирещ хип-хоп, на рамо и пр.
Енергичните концерти на Mindless Self Indulgence им печелят известно признание. Групата остава след концертите си, раздава автографи и се снима с феновете си, докато не остане никой желаещ. MSI са подгрявали за известен брой популярни групи, вкл. System of a Down, Korn, Staind, Sum 41, Mushroomhead, Insane Clown Posse, PT Grimm и Rammstein.

## История
Между 1987 и 1996 Джеймс Юринджър записва около 35 песни, повечето от които са електронен пънк стил. Тези песни Джеймс сам записва в Ню Йорк, като използва елементарно оборудване. След това пуска албум наречен Mindless Self-Indulgence.
Първият концерт на групата, използвайки името Mindless Self Indulgence е на 7 септември 1995.
През 1997 Джеймс (Джими) записва кавър на песента Bring The Pain, в който слива шест различни стила в една песен. Това става основа за звученето на Mindless Self Indulgence. Скоро след това в групата се присъединява Стивън, който свири на китара, брата на Джими – Маркъс, на втора китара, и братовчедката на Джими, Кити, която свири на барабани. Но кратко след това Маркъс е заместен от басистката Ванеса (Vanessa Y.T.), която напуска през 2001. На нейно място идва Линдзи (Lyn-Z; Lindsey Way), която свири на бас в групата.

## Състав
- Little Jimmy Urine (Джеймс Юринджър) – вокали, електроника (1997– настояще)
- Steve, Righ? (Стивън Монтано) – китара, беквокали (1997– настояще)
- Lyn-Z (Линдзи Уей) – баскитара (2001– настояще)
- Kitty (Дженифър Дън) – барабани (1997– настояще)

## Дискография

### Албуми
- Tight (6 април 1999)
- Frankenstein Girls Will Seem Strangely Sexy (22 февруари 2000)
- Alienating Our Audience (Лайв албум) (8 октомври 2002)
- You'll Rebel to Anything (12 април 2005)
- If (29 април 2008)
- How I Learned to Stop Giving a Shit and Love Mindless Self Indulgence (14 март 2013)
- Pink (18 септември 2015; записан е през 1998)

### EP
- Mindless Self Indulgence" (1995)
- Despierta Los Niños (1 ноември 2003)
- Another Mindless Rip Off (5 декември 2006)
- <3 (13 февруари 2010)

### Сингли, дема, ремикси
- Crappy Little Demo (1997)
- Bring the Pain/Tornado (1999)
- Igor's Secret Stash (2000)
- Planet of the Apes (2000)
- Bitches/Molly (4 април 2000)
- Thank God (Promo) (2002)
- Straight To Video: The Remixes (7 март 2006)
- Shut Me Up: The Remixes +3 (12 септември 2006)
- Mastermind (2008)
- Never Wanted to Dance (18 март 2008)
- (It's 3AM) Issues (2008)
- On It (8 юли 2008)
- Pay for It (2008)
- Evening Wear/Mark David Chapman (20 януари 2009)
- It Gets Worse (3 декември 2013)
- Fuck Machine (2014)

### DVDs
- Our Pain, Your Gain (11 септември 2007)

### Демо албуми
- Crappy Little Demo (1997)
  - Thank God Demo (2001)